# 꼬잉꼬잉 이솝극장
꼬잉꼬잉 이솝극장은 2008년 4월 21일부터 2008년 6월 5일까지 SBS에서 방영된 애니메이션이다. 

## 기획 의도
동물 친구들과 만들어가는 이솝이야기 애니메이션이다.

## 등장인물
- 이솝 단장
- 프리시
- 라이빗
- 보가트
- 고다드
- 엘비스
- 미랄라
- 오드리